# Liste des évêques et archevêques de Benin City
Liste des évêques et archevêques de Benin City
(Archidioecesis Urbis Beninensis)
La préfecture apostolique du Haut-Niger a été créée le 2 mai 1884 par détachement du vicariat apostolique des Deux-Guinées.
Elle change de dénomination le 24 août 1911 et devient la préfecture apostolique du Nigeria Occidental (la préfecture du Haut-Niger ayant été partagée en deux parties, une occidentale et une orientale).
Le 24 août 1918, cette dernière est érigée en vicariat apostolique du Nigéria Occidental.
Le 12 janvier 1943, la dénomination de ce dernier change: il devient le vicariat apostolique d'Asaba-Benin.
Il est érigé en évêché nigérian de Benin City le 18 avril 1950, puis en archevêché le 26 mars 1994.

## Sont d'abord préfets apostoliques
- 1884-1893 : père Jules-Ambroise Poirier, préfet du Haut-Niger.
- 1893-1917 : Carlo Zappa, préfet du Haut-Niger, puis du Nigeria Occidental (1911).

## Puis sont vicaires apostoliques
- 24 août 1918-13 octobre 1933 : Thomas Broderick, promu vicaire apostolique du Nigéria Occidental.
- 26 février 1934-13 juin 1939 : Léo Taylor (Léo Hale Taylor), vicaire apostolique du Nigéria Occidental.
- 11 décembre 1939-18 avril 1950 : Patrick Ier Kelly (Patrick Joseph Kelly), vicaire apostolique du Nigéria Occidental, puis d'Asaba-Benin (1943).

## Sont évêques
- 18 avril 1950-5 juillet 1973 : Patrick Ier Kelly (Patrick Joseph Kelly), promu évêque de Benin City.
- 5 juillet 1973-26 mars 1994 : Patrick II Ekpu (Patrick Ebosele Ekpu)

## Enfin sont archevêques
- 26 mars 1994-21 novembre 2006 : Patrick II Ekpu (Patrick Ebosele Ekpu), promu archevêque.
- 21 novembre 2006-24 décembre 2007 : siège vacant
- 24 décembre 2007-31 mai 2010 : Richard Burke (Richard Anthony Burke)
- depuis le 18 mars 2011 : Augustine Akubeze (Augustine Obiora Akubeze)

## Sources
- L'ANNUAIRE PONTIFICAL, sur le site http://www.catholic-hierarchy.org, à la page